# 오트란토 해협

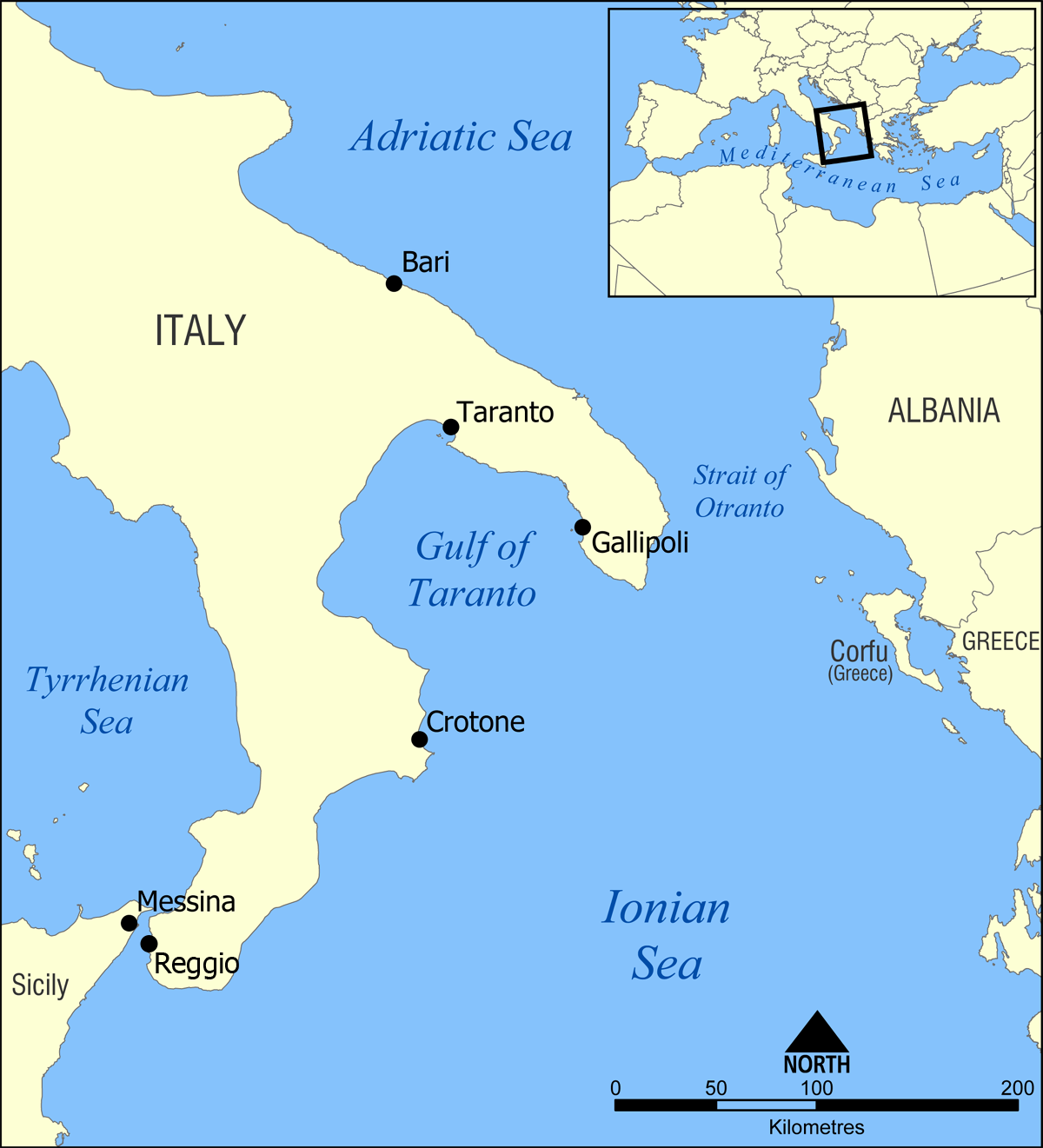
오트란토 해협

오트란토 해협(이탈리아어: Canale d'Otranto)는 아드리아해와 이오니아해를 잇는 해협으로 폭은 85~100 km이다. 해협 이름은 이탈리아의 도시 오트란토에서 왔다.
제1차 세계 대전 시절, 오트란트 해협은 전략적으로 중요했다. 프랑스와 영국, 이탈리아 연합군은 이 해협을 봉쇄함으로써 오스트리아-헝가리 해군이 지중해로 진출하는 것을 막을 수 있었다.